# Yarmouth Castle
La Yarmouth Castle (in precedenza Evangeline) era una nave passeggeri statunitense. Costruita inizialmente per servire la tratta New York-Yarmouth, durante la seconda guerra mondiale funse da nave trasporto truppe. Ceduta in seguito a compagnie di navigazione minori, fu impiegata sulle rotte dei Caraibi. Destinata infine a collegare la Florida e le Bahamas, durante la notte del 13 novembre 1965 la nave fu divorata da un incendio, per poi affondare poche ore più tardi, causando la morte di 90 persone.

## Costruzione e servizio
La Evangeline fu costruita dai cantieri William Cramp & Sons di Filadelfia tra il 1926 e il 1927. Entrò quindi in servizio sulle rotte di collegamento tra Stati Uniti d'America e Canada, per poi essere requisita dal governo statunitense durante la seconda guerra mondiale come nave trasporto truppe. Tornò al servizio civile nel 1946, venendo poi messa in disarmo e rimessa in servizio diverse volte tramite numerosi passaggi di proprietà. Col tempo la nave subì numerosi interventi di ammodernamento, spesso non coordinati tra loro, che ne peggiorarono la qualità complessiva.

## Incendio e naufragio
Durante una traversata tra Miami e Nassau, poco dopo la mezzanotte del 13 novembre 1965 i passeggeri e l'equipaggio della Yarmouth Castle notarono del fumo invadere alcuni corridoi e la sala macchine. L'origine dell'incendio venne presto rintracciata nella cabina 610, allora usata come deposito; il rogo era ormai tuttavia già fuori controllo, e non si poté fare nulla per domarlo.
La sala radio e il ponte di comando furono tra le prime sezioni ad essere divorate dalle fiamme, e nessun SOS poté quindi essere inviato alle navi vicine. Inoltre l'allarme antincendio della nave non si attivò, probabilmente già soggetto a cattiva manutenzione e danneggiato dall'incendio, non facendo quindi rendere conto a numerosi passeggeri del pericolo imminente. A quel punto il capitano, Byron Voutsinas, in preda al panico, assieme ad alcuni membri dell'equipaggio lanciò una singola scialuppa e abbandonò la nave e i restanti passeggeri al loro destino. Fortunatamente, non lontano navigava la nave da crociera Bahama Star, da cui era visibile l'incendio della Yarmouth Castle e che accorse quindi subito in soccorso dell'imbarcazione in difficoltà. L'evacuazione fu eseguita nel più totale disordine, essendo molte scialuppe già andate a fuoco e molti passeggeri rimasti intrappolati nella nave e costretti a lanciarsi in mare dagli oblò.
Voutsinas, nel frattempo salvato dal rimorchiatore finlandese Finnpulp, fu costretto a tornare sulla Yarmouth Castle per tentare di coordinarne l'evacuazione. Nonostante la coraggiosa assistenza della Bahama Star e del Finnpulp, che salvarono la maggior parte dei passeggeri, 90 persone morirono nell'incendio della nave. La sovrastruttura della Yarmouth Castle, fatta prevalentemente di legno, alimentò l'incendio per molte ore, finché la nave, poco dopo le 6:00, cominciò a inclinarsi, per poi infine capovolgersi e affondare in pochi minuti.
Il relitto della Yarmouth Castle giace ancora oggi al largo delle Bahamas, in un tratto di mare particolarmente profondo. Data la profondità media della zona di circa 3 200 metri sotto il livello del mare, ciò che resta della nave non è stato ancora individuato né esplorato, cosa che sarebbe comunque impossibile senza appositi mezzi sottomarini.

## Nella cultura di massa
Il disastro è ricordato dal cantautore Gordon Lightfoot nella canzone Ballata della Yarmouth Castle.